# Leucotrichum madagascariense
Leucotrichum madagascariense är en stensöteväxtart som beskrevs av Rakotondr. och Rouhan. Leucotrichum madagascariense ingår i släktet Leucotrichum och familjen Polypodiaceae. Inga underarter finns listade.